# Partecipanti al Circuit Franco-Belge 2025
Elenco dei partecipanti al Circuit Franco-Belge 2025.
Il Circuit Franco-Belge 2025 è stato l'ottantaquattresima edizione della corsa. Alla competizione presero parte 23 squadre: 7 con licenza UCI World Tour 2025, 12 UCI ProTeam e 4 UCI Continental Team.
Partenza con 156 ciclisti accreditati.

## Corridori per squadra
Nota: R ritirato, NP non partito, FT fuori tempo, SQ squalificato
| Intermarché-Wanty      | Intermarché-Wanty      | Intermarché-Wanty      | Alpecin-Deceuninck         | Alpecin-Deceuninck         | Alpecin-Deceuninck         | Team Jayco AlUla       | Team Jayco AlUla       | Team Jayco AlUla       |
| ---------------------- | ---------------------- | ---------------------- | -------------------------- | -------------------------- | -------------------------- | ---------------------- | ---------------------- | ---------------------- |
| N°                     | Ciclista               | Clas.                  | N°                         | Ciclista                   | Clas.                      | N°                     | Ciclista               | Clas.                  |
| 1                      | Vito Braet             | 65°                    | 11                         | Kaden Groves               | R                          | 21                     | Robert Donaldson       | 20°                    |
| 2                      | Dries De Pooter        | 36°                    | 12                         | Xandro Meurisse            | 29°                        | 22                     | Michael Hepburn        | R                      |
| 3                      | Tobias Müller          | 51°                    | 13                         | Jonas Rickaert             | 27°                        | 23                     | Jelte Krijnsen         | 25°                    |
| 4                      | Gerben Kuypers         | R                      | 14                         | Henri Uhlig                | 52°                        | 24                     | Luka Mezgec            | R                      |
| 5                      | Keije Solen            | R                      | 15                         | Simon Dehairs              | R                          | 25                     | Elmar Reinders         | 78°                    |
| 6                      | Lorenzo Rota           | 15°                    | 16                         | Timo Behrens               | NP                         | 26                     | Filippo Conca          | 47°                    |
| 7                      | Luca Van Boven         | 43°                    | 17                         | Siebe Roesems              | 97°                        |                        |                        |                        |
| Arkéa-B&B Hotels       | Arkéa-B&B Hotels       | Arkéa-B&B Hotels       | Cofidis                    | Cofidis                    | Cofidis                    | Team Picnic PostNL     | Team Picnic PostNL     | Team Picnic PostNL     |
| N°                     | Ciclista               | Clas.                  | N°                         | Ciclista                   | Clas.                      | N°                     | Ciclista               | Clas.                  |
| 31                     | Jenthe Biermans        | R                      | 41                         | Alex Aranburu              | 5°                         | 51                     | Timo de Jong           | R                      |
| 32                     | Camille Charret        | R                      | 42                         | Bryan Coquard              | 56°                        | 52                     | Pavel Bittner          | 96°                    |
| 33                     | Victor Guernalec       | R                      | 43                         | Dylan Teuns                | 41°                        | 53                     | Frank van den Broek    | 33°                    |
| 34                     | Laurens Huys           | 44°                    | 44                         | Alexis Renard              | R                          | 54                     | Bjoern Koerdt          | 11°                    |
| 35                     | Martin Tjøtta          | 66°                    | 45                         | Sam Maisonobe              | R                          | 55                     | Timo Roosen            | R                      |
| 36                     | Baptiste Poulard       | R                      | 46                         | Ludovic Robeet             | 48°                        | 56                     | Johan Dorussen         | R                      |
| 37                     | Clément Venturini      | 6°                     | 47                         | Damien Touzé               | R                          | 57                     | Thom van der Werff     | R                      |
| Movistar Team          | Movistar Team          | Movistar Team          | Lotto Dstny                | Lotto Dstny                | Lotto Dstny                | Israel-Premier Tech    | Israel-Premier Tech    | Israel-Premier Tech    |
| N°                     | Ciclista               | Clas.                  | N°                         | Ciclista                   | Clas.                      | N°                     | Ciclista               | Clas.                  |
| 61                     | Jon Barrenetxea        | 12°                    | 71                         | Toon Aerts                 | R                          | 81                     | Joseph Blackmore       | 42°                    |
| 62                     | Ruben Guerreiro        | 17°                    | 72                         | Jenno Berckmoes            | 46°                        | 82                     | Itamar Einhorn         | R                      |
| 63                     | Mathias Norsgaard      | 73°                    | 73                         | Arnaud De Lie              | 21°                        | 83                     | Oded Kogut             | R                      |
| 64                     | Kevin David Castillo   | NP                     | 74                         | Henri Vandenabeele         | 90°                        | 84                     | Riley Pickrell         | 83°                    |
| 65                     | Natnael Tesfatsion     | 45°                    | 75                         | Robin Orins                | 84°                        | 85                     | Corbin Strong          | 2°                     |
| 66                     | Albert Torres          | R                      | 76                         | Liam Slock                 | 57°                        | 86                     | Tom Van Asbroeck       | 58°                    |
|                        |                        |                        | 77                         | Lionel Taminiaux           | R                          | 87                     | Floris Van Tricht      | 67°                    |
| Uno-X Mobility         | Uno-X Mobility         | Uno-X Mobility         | Team Polti VisitMalta      | Team Polti VisitMalta      | Team Polti VisitMalta      | Caja Rural-Seguros RGA | Caja Rural-Seguros RGA | Caja Rural-Seguros RGA |
| N°                     | Ciclista               | Clas.                  | N°                         | Ciclista                   | Clas.                      | N°                     | Ciclista               | Clas.                  |
| 91                     | Jonas Abrahamsen       | 1°                     | 101                        | Davide Bais                | 81°                        | 111                    | Sebastian Berwick      | R                      |
| 92                     | Sakarias Koller Løland | 38°                    | 102                        | Charlie Meredith           | R                          | 112                    | Sergi Darder           | 18°                    |
| 93                     | Markus Hoelgaard       | 9°                     | 103                        | Giovanni Lonardi           | 62°                        | 113                    | Abner González         | 103°                   |
| 94                     | Ådne Holter            | 91°                    | 104                        | Álex Martín                | 24°                        | 114                    | Jan Castellon          | 75°                    |
| 95                     | Erik Resell            | R                      | 105                        | Andrea Pietrobon           | R                          | 115                    | Eduard Prades          | 3°                     |
| 96                     | Anders Skaarseth       | R                      | 106                        | Javier Serrano             | R                          | 116                    | Gorka Sorarrain        | 13°                    |
| 97                     | Rasmus Tiller          | 7°                     | 107                        | Samuele Zoccarato          | 89°                        | 117                    | Pablo Lospitao         | 63°                    |
| TotalEnergies          | TotalEnergies          | TotalEnergies          | Team Flanders-Baloise      | Team Flanders-Baloise      | Team Flanders-Baloise      | Equipo Kern Pharma     | Equipo Kern Pharma     | Equipo Kern Pharma     |
| N°                     | Ciclista               | Clas.                  | N°                         | Ciclista                   | Clas.                      | N°                     | Ciclista               | Clas.                  |
| 121                    | Mathéo Barusseau       | R                      | 131                        | Lindsay De Vylder          | R                          | 141                    | Marc Brustenga         | 95°                    |
| 122                    | Lucas Boniface         | 101°                   | 132                        | Jasper Dejaegher           | R                          | 142                    | Haimar Etxeberria      | 8°                     |
| 123                    | Alexys Brunel          | 102°                   | 133                        | Siebe Deweirdt             | 23°                        | 143                    | Francisco Galván       | 54°                    |
| 124                    | Florian Dauphin        | 50°                    | 134                        | Jonas Geens                | 53°                        | 144                    | Iker Gomez             | 93°                    |
| 125                    | Sandy Dujardin         | 19°                    | 135                        | Milan Lanhove              | 37°                        | 146                    | Antonio Jesús Soto     | R                      |
| 126                    | Nicola Marcerou        | R                      | 136                        | Elias Maris                | 14°                        | 147                    | Miguel Á. Fernández    | 100°                   |
| 127                    | Geoffrey Soupe         | 49°                    | 137                        | Aaron Van Poucke           | R                          |                        |                        |                        |
| Euskaltel-Euskadi      | Euskaltel-Euskadi      | Euskaltel-Euskadi      | Q36.5 Pro Cycling Team     | Q36.5 Pro Cycling Team     | Q36.5 Pro Cycling Team     | Wagner Bazin WB        | Wagner Bazin WB        | Wagner Bazin WB        |
| N°                     | Ciclista               | Clas.                  | N°                         | Ciclista                   | Clas.                      | N°                     | Ciclista               | Clas.                  |
| 151                    | Xabier Berasategi      | 34°                    | 161                        | Fabio Christen             | 10°                        | 171                    | Luca De Meester        | 104°                   |
| 152                    | Gotzon Martín          | 30°                    | 162                        | Emīls Liepiņš              | 80°                        | 172                    | Floris De Tier         | 32°                    |
| 153                    | Jordi López            | 22°                    | 163                        | Martijn Rasenberg          | 61°                        | 173                    | Tom Portsmouth         | 69°                    |
| 154                    | Márton Dina            | R                      | 164                        | Giacomo Nizzolo            | 31°                        | 174                    | Cériel Desal           | 26°                    |
| 155                    | Iker Mintegi           | R                      | 165                        | Jannik Steimle             | R                          | 175                    | Leander Van Hautegem   | 68°                    |
| 156                    | Gari Ugarte            | R                      | 166                        | Rory Townsend              | R                          | 176                    | Axandre Van Petegem    | 76°                    |
|                        |                        |                        | 167                        | Milan Vader                | 35°                        | 177                    | Jelle Vermoote         | 88°                    |
| Tudor Pro Cycling Team | Tudor Pro Cycling Team | Tudor Pro Cycling Team | Soudal Quick-Step          | Soudal Quick-Step          | Soudal Quick-Step          | Van Rysel-Roubaix      | Van Rysel-Roubaix      | Van Rysel-Roubaix      |
| N°                     | Ciclista               | Clas.                  | N°                         | Ciclista                   | Clas.                      | N°                     | Ciclista               | Clas.                  |
| 181                    | Robin Froidevaux       | R                      | 191                        | Thomas Pesenti             | R                          | 201                    | Rait Ärm               | 99°                    |
| 182                    | Miká Heming            | 71°                    | 192                        | Jonathan Vervenne          | 86°                        | 202                    | Daniel Arnes           | 92°                    |
| 183                    | Marc Hirschi           | 4°                     | 193                        | Jasper Schoofs             | R                          | 203                    | Kévin Avoine           | 74°                    |
| 184                    | Arthur Kluckers        | R                      | 194                        | Hodei Muñoz                | 97°                        | 204                    | Maxime Jarnet          | 28°                    |
| 185                    | Alexander Krieger      | R                      | 195                        | Federico Savino            | 55°                        | 205                    | Kenny Molly            | 85°                    |
| 186                    | Aivaras Mikutis        | 70°                    | 196                        | Lars Vanden Heede          | 87°                        | 206                    | Baptiste Planckaert    | 78°                    |
| 187                    | Rick Pluimers          | 40°                    | 197                        | Erazem Valjavec            | 64°                        |                        |                        |                        |
| Tarteletto-Isorex      | Tarteletto-Isorex      | Tarteletto-Isorex      | VolkerWessels Cycling Team | VolkerWessels Cycling Team | VolkerWessels Cycling Team |                        |                        |                        |
| N°                     | Ciclista               | Clas.                  | N°                         | Ciclista                   | Clas.                      |                        |                        |                        |
| 211                    | Gianni Marchand        | 82°                    | 221                        | Finn Crockett              | 16°                        |                        |                        |                        |
| 212                    | Alex Vandenbulcke      | 59°                    | 222                        | Max Kroonen                | R                          |                        |                        |                        |
| 213                    | Ewout de Keyser        | 94°                    | 223                        | Jasper Haest               | 60°                        |                        |                        |                        |
| 214                    | Jordy Decottignies     | 77°                    | 224                        | Joppe Heremans             | 39°                        |                        |                        |                        |
| 215                    | Brian Rigole           | R                      | 225                        | Stijn Daemen               | R                          |                        |                        |                        |
| 216                    | Born De Dobbelaere     | R                      | 226                        | Mats Omloop                | R                          |                        |                        |                        |
| 217                    | Robbe Claeys           | 72°                    | 227                        | Thimo Willems              | R                          |                        |                        |                        |